# Seznam ruských a sovětských bitevních lodí
Seznam ruských a sovětských bitevních lodí je seznam predreadnoughtů a dreadnoughtů ruského carského a sovětského námořnictva.

## Predreadnoughty

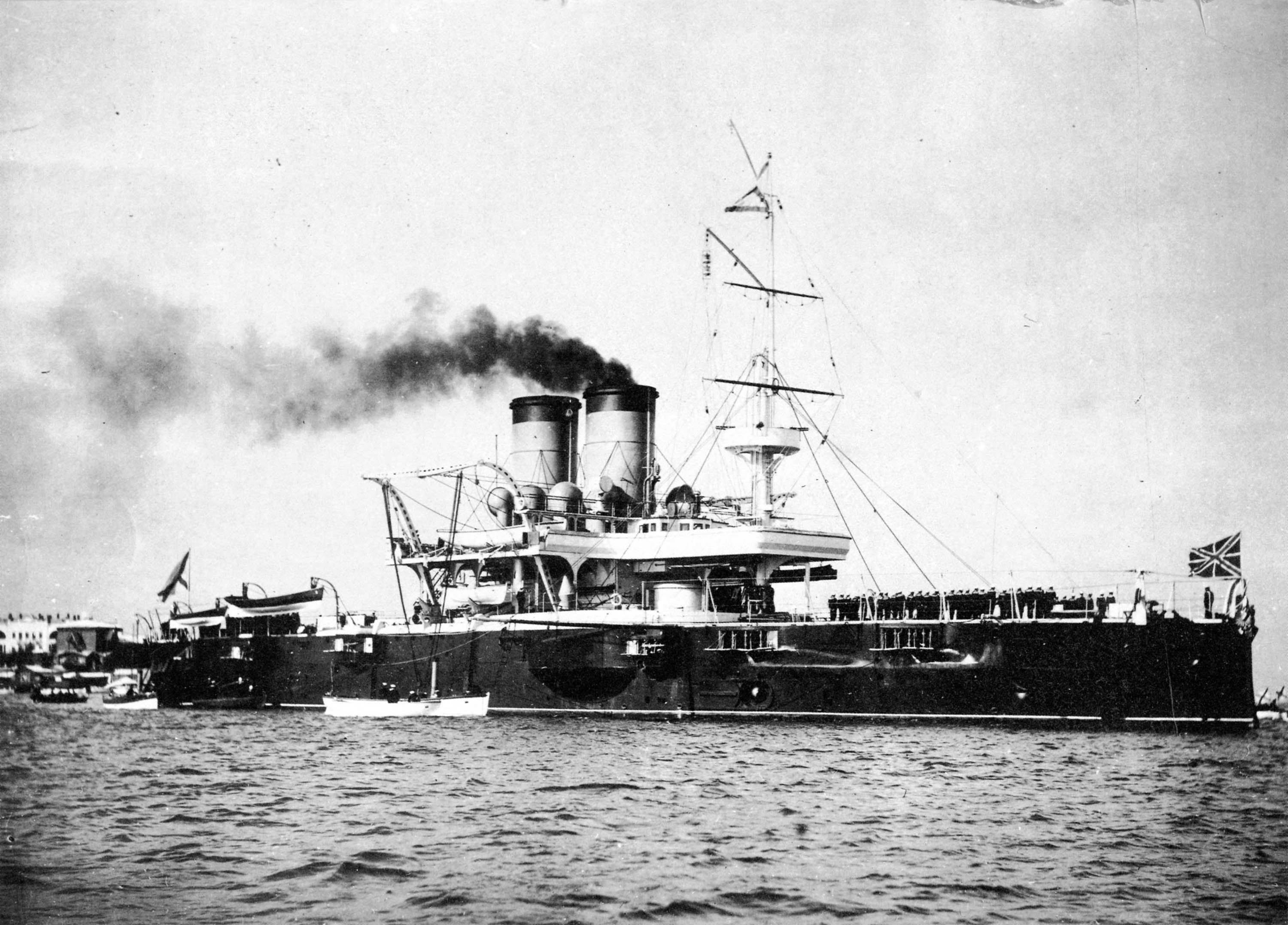
Jekatěrina II.

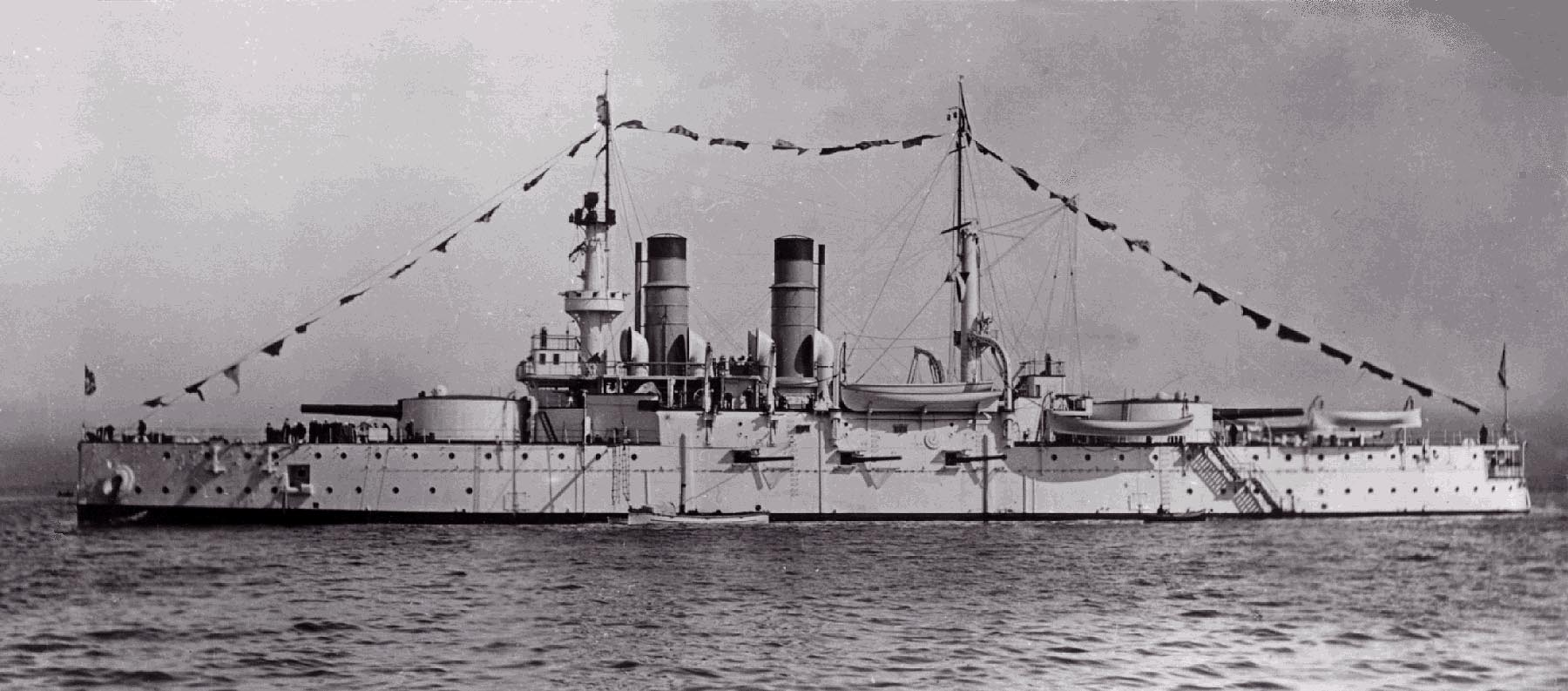
Sisoj Velikij

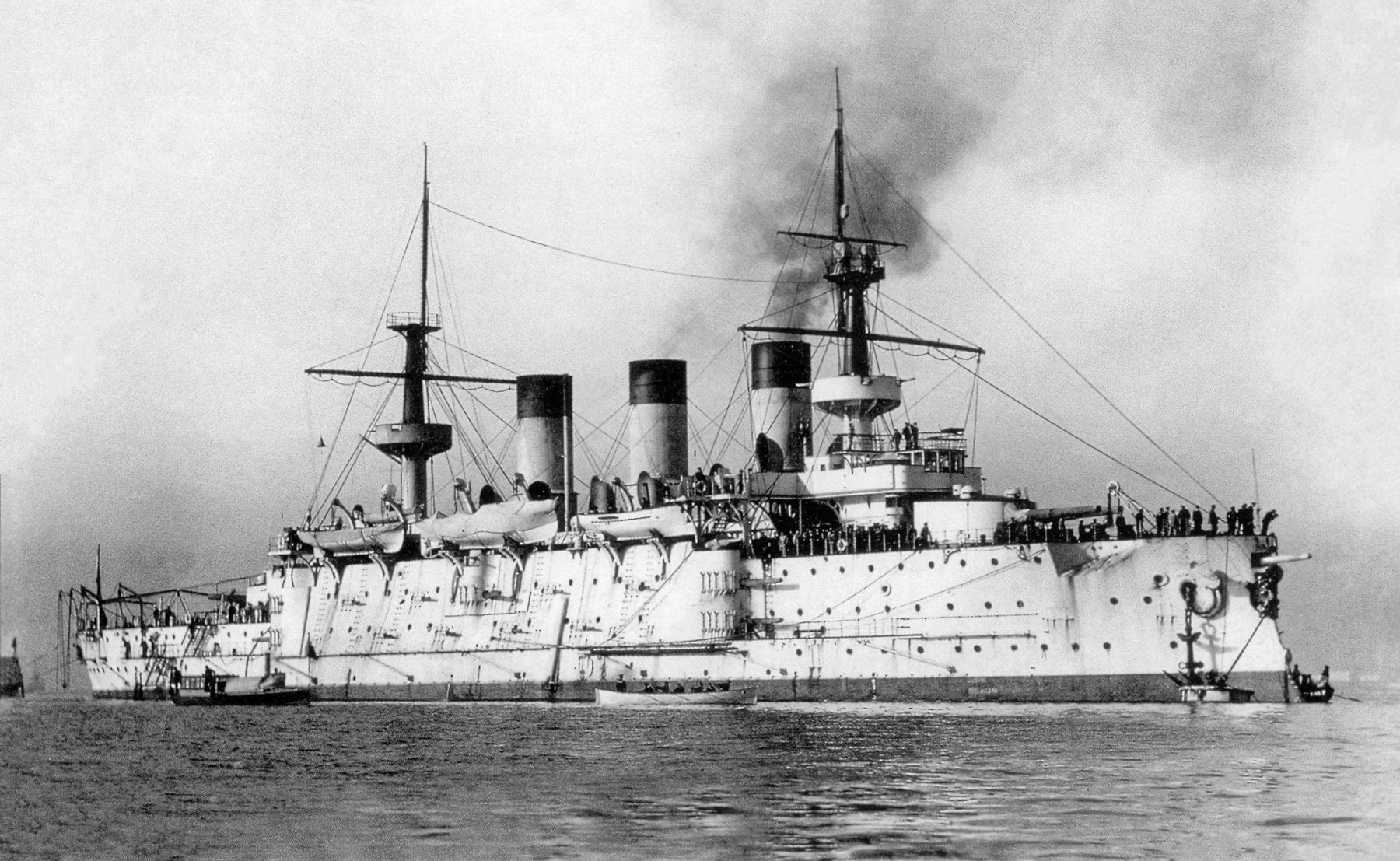
Peresvet

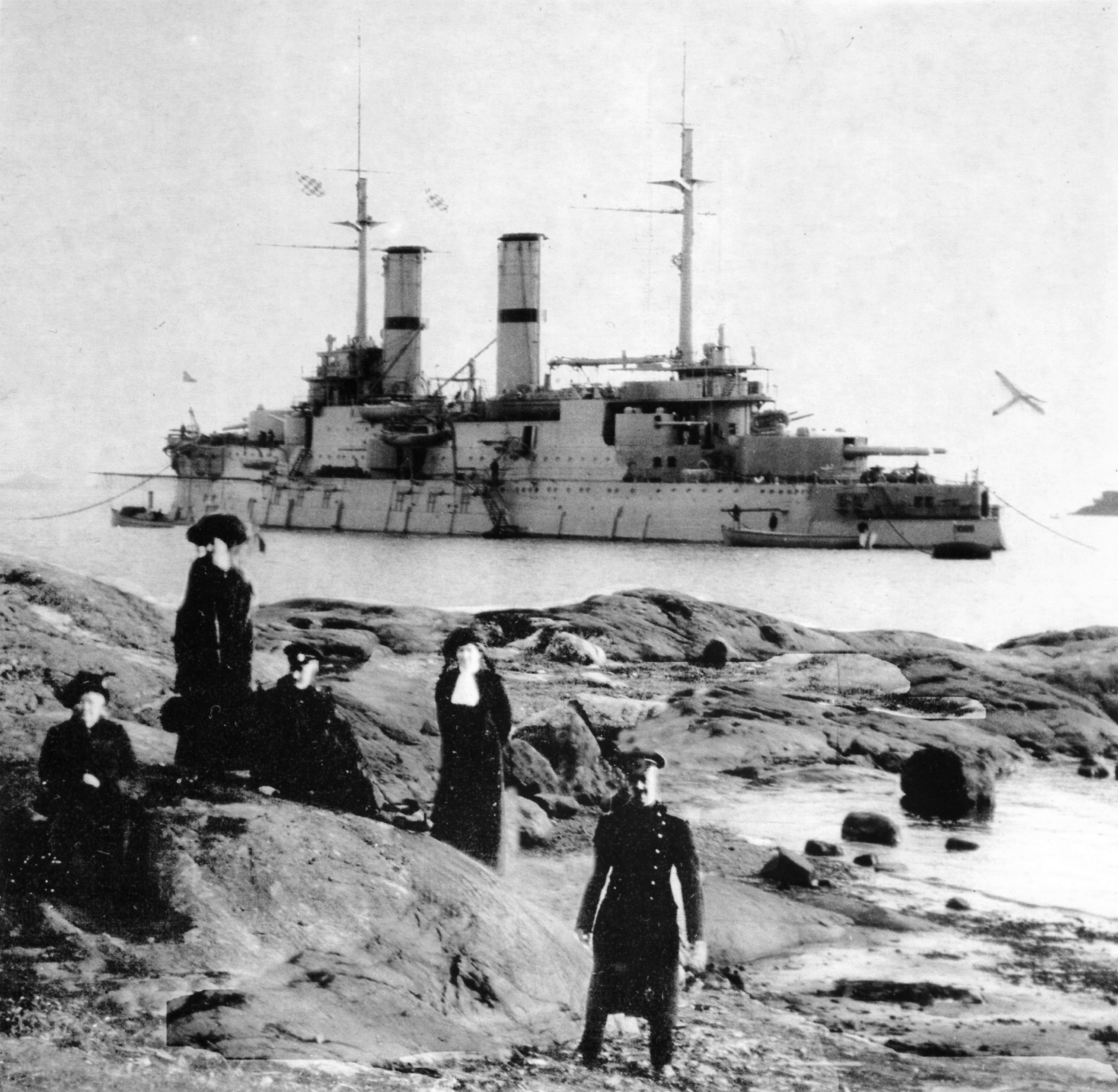
Slava

- Petr Velikij
- Třída Jekatěrina II
  - Jekatěrina II
  - Česma
  - Sinop
  - Georgij Pobedonosec
- Třída Imperator Alexandr II
  - Imperator Alexandr II
  - Imperator Nikolaj I
- Dvenadsať Apostolov
- Navarin
- Tri Svjatitělja
- Sisoj Velikij
- Třída Petropavlovsk
  - Petropavlovsk
  - Poltava
  - Sevastopol
- Rostislav

- Třída Peresvet
  - Peresvet
  - Osljabja
  - Poběda
- Potěmkin
- Retvizan
- Cesarevič
- Třída Borodino
  - Imperator Alexandr III
  - Borodino
  - Orjol
  - Kňaz Suvorov
  - Slava
- Třída Jevstafij
  - Jevstafij
  - Ioann Zlatoust
- Třída Andrej Pervozvannyj
  - Andrej Pervozvannyj
  - Imperator Pavel I

## Dreadnoughty
- Třída Gangut
  - Gangut
  - Petropavlovsk
  - Sevastopol
  - Poltava
- Třída Imperatrica Marija
  - Imperatrica Marija
  - Imperatrica Jekatěrina Velikaja
  - Imperator Alexandr III

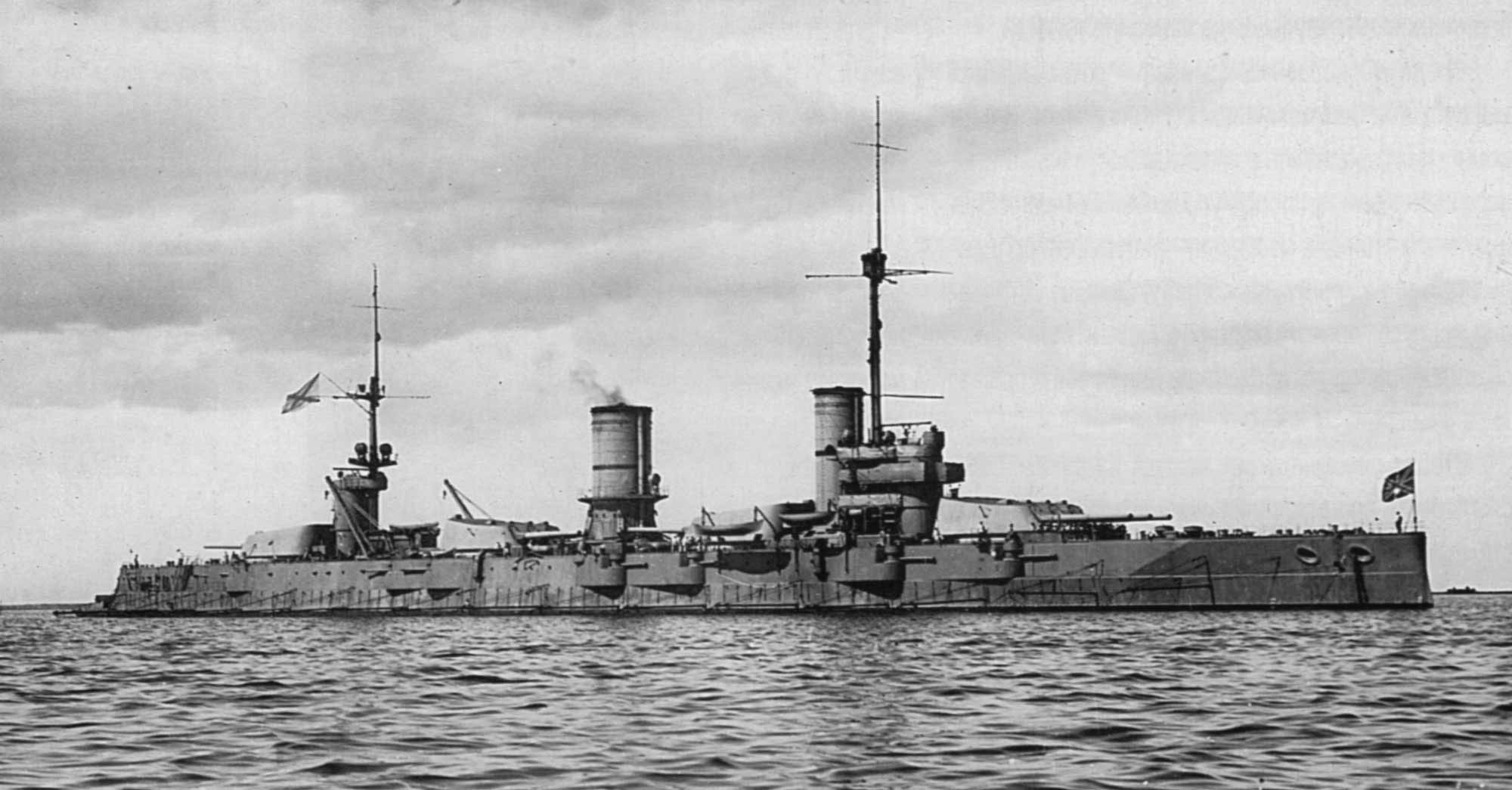
Poltava

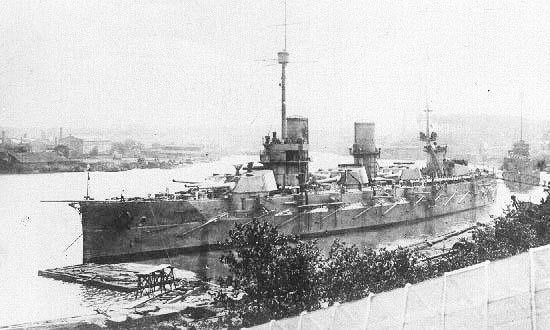
Imperator Alexandr III

- Imperator Nikolaj I – stavba zrušena
- Třída Sovětskij Sojuz
  - Sovětskij Sojuz – stavba zrušena
  - Sovětskaja Ukrajina – stavba zrušena
  - Sovětskaja Rossija – stavba zrušena
  - Sovětskaja Bělorossija – stavba zrušena

### Ze zahraničí

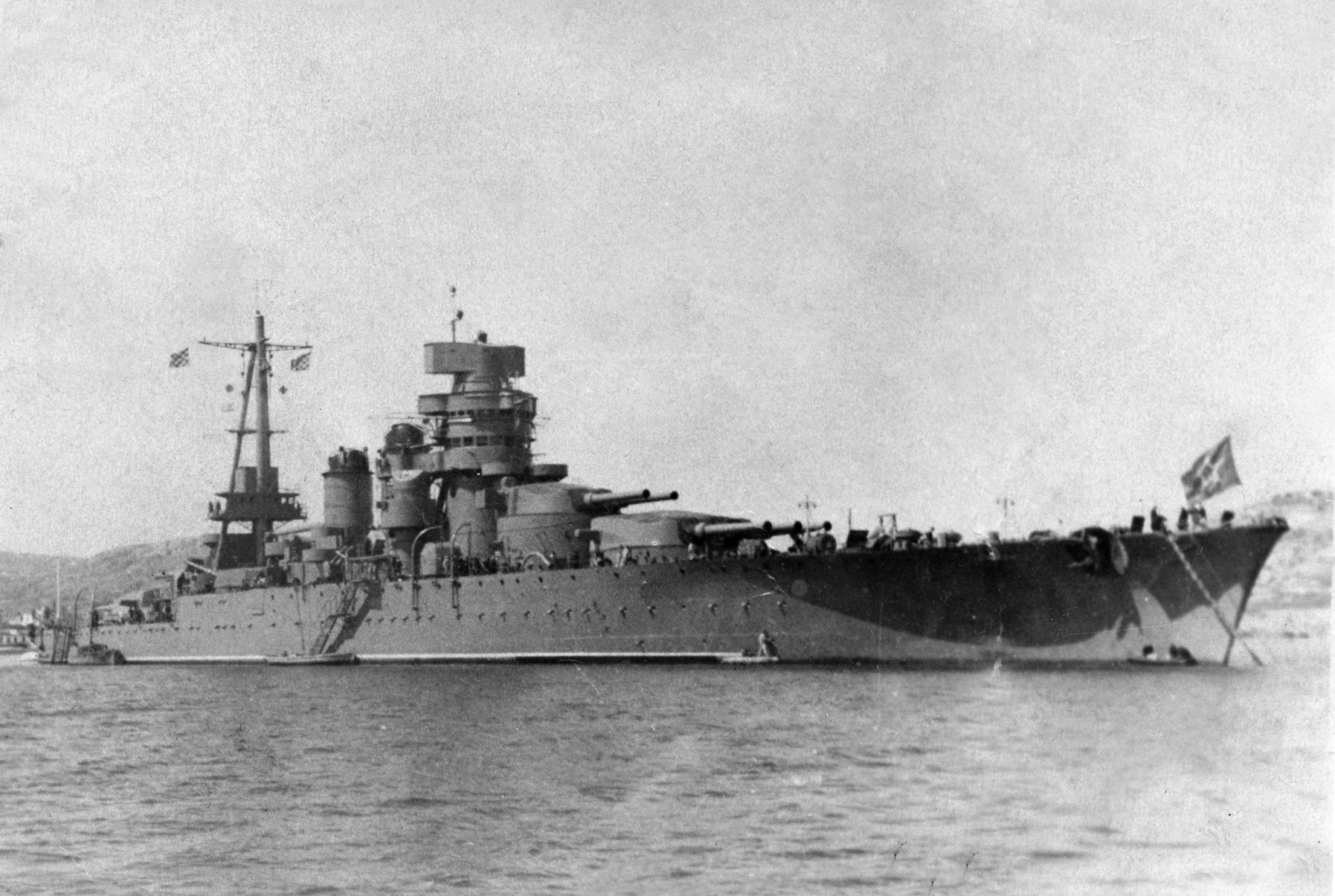
Novorossijsk (ex Giulio Cesare)

- Třída Revenge (Velká Británie)
  - Archangelsk
- Třída Conte di Cavour (Itálie)
  - Novorossijsk